# Loeseneriella macrantha
Loeseneriella macrantha är en benvedsväxtart som först beskrevs av Pieter Willem Korthals, och fick sitt nu gällande namn av Albert Charles Smith. Loeseneriella macrantha ingår i släktet Loeseneriella och familjen Celastraceae. Utöver nominatformen finns också underarten L. m. palauica.